# Udea pyranthes
Udea pyranthes là một loài bướm đêm thuộc họ Crambidae. Nó là loài đặc hữu của Kauai, Oahu, Molokai, Maui và Hawaii.
Ấu trùng ăn Vactinium calycinum, Vactinium penduliflorum và Vactinium penduliflorum gemmaceum. 